# Pero trailii
Pero trailii là một loài bướm đêm trong họ Geometridae.